# Neudorf bei Parndorf
Neudorf bei Parndorf (Kroatisch: Novo Selo) is een gemeente in de Oostenrijkse deelstaat Burgenland, gelegen in het district Neusiedl am See (ND). De gemeente heeft ongeveer 700 inwoners.

## Geografie
Neudorf bei Parndorf heeft een oppervlakte van 21,6 km². Het ligt in het uiterste oosten van het land. Zoals de naam aangeeft, ligt de gemeente in de buurt van Parndorf.
Andau · Apetlon · Bruckneudorf · Deutsch Jahrndorf · Edelstal · Frauenkirchen · Gattendorf · Gols · Halbturn · Illmitz · Jois · Kittsee · Mönchhof · Neudorf bei Parndorf · Neusiedl am See · Nickelsdorf · Pama · Pamhagen · Parndorf · Podersdorf am See · Potzneusiedl · Sankt Andrä am Zicksee · Tadten · Wallern im Burgenland · Weiden am See · Winden am See · Zurndorf
- Gemeinsame Normdatei: 10167121-0
- Nationale Bibliotheek van Israël: 987012945160405171
- Virtual International Authority File: 134714908